# Pteropus admiralitatum
Pteropus admiralitatum е вид бозайник от семейство Плодоядни прилепи (Pteropodidae).

## Разпространение
Видът е разпространен в Папуа Нова Гвинея и Соломонови острови.